# Tatiana Ariza
Tatiana Ariza Díaz (Bogotá, 21 de fevereiro de 1991) é uma futebolista profissional colombiana que atua como meia.

## Carreira
Tatiana Ariza fez parte do elenco da Seleção Colombiana de Futebol Feminino, nas Olimpíadas de 2012 e 2016.